# Königlicher Belgischer Judoverband
Der Königliche Belgische Judoverband (niederländisch: Koninklijke Belgische Judobond, französisch: Fédération Royale Belge de Judo) ist der nationale Dachverband für den Judosport in Belgien. Er ist zuständig für die Koordination der beiden sprachlich getrennten Regionalverbände und vertritt Belgien in den internationalen Judogremien. Der Königliche Belgische Judoverband ist Mitglied der Europäischen Judo-Union und der Internationalen Judo-Föderation.

## Geschichte
Judo wurde in Belgien bereits vor dem Ersten Weltkrieg praktiziert. Ein erster Versuch, während des Zweiten Weltkriegs im Jahr 1943 einen nationalen Verband zu gründen, blieb ohne dauerhaften Erfolg.
Der erste offizielle Judoverband wurde am 6. Juni 1949 unter dem Namen Belgische Judo- und Ju-Jitsu-Vereinigung (BFJJV) gegründet. Er war vom Belgischen Olympischen Komitee anerkannt und hatte Mitglieder aus Brüssel und dem französischsprachigen Landesteil. Kurz darauf entstand ein zweiter Verband, die Belgian Amateur Judo Association (BELAJA), deren Mitglieder vor allem aus Antwerpen und anderen Teilen Flanderns stammten.
Im Jahr 1954 wurde Ichiro Abe (6. Dan) technischer Direktor der BFJJV. Zeitgleich wurde Tokyo Hirano (6. Dan) technischer Direktor der BELAJA. Beide japanischen Judoka prägten die technische Ausrichtung des Sports in Belgien.
1958 schlossen sich die beiden Verbände zur Belgischen Judoföderation (BJB) zusammen. Abe übernahm die technische Leitung, Hirano war für den Wettkampfsport zuständig.
Im Jahr 1965 wurde mit der Flämischen Liga für Judo und Kampfkunst (VLJV) ein neuer flämischer Verband gegründet, der sich vom BJB abspaltete.
Mit dem königlichen Erlass vom 2. März 1977 wurde festgelegt, dass gesamtstaatliche Sportverbände in Belgien in eine Flügelstruktur (also eine Berücksichtigung des gesamten Staatsgebietes, mit Infrastruktur in beiden Regionen) übergehen müssen, um weiterhin staatliche Förderungen zu erhalten.
1979 entstanden daraufhin der Flämische Judoverband und die Frankophone Judoföderation, während der BJB zur übergeordneten Struktur wurde. 1981 fusionierten der Flämische Judoverband und die Flämische Judoliga, was zur heutigen Organisationsform des flämischen Judos führte.
Der Titel wurde 2001 ergänzt um die Bezeichnung "Königlich".

## Struktur
Der Verband besteht aus zwei autonomen Regionalverbänden:
- der Vlaamse Judofederatie (VJF) für den niederländischsprachigen Landesteil
- der Fédération Francophone Belge de Judo (FFBJ) für den französischsprachigen Landesteil

## Entwicklung des Wettkampfjudo in Belgien
Die erste belgische Judomeisterschaft wurde im Jahr 1949 ausgerichtet. Im selben Jahr begann Belgien auch mit internationalen Wettkämpfen gegen Nachbarländer. Belgien nahm erstmals 1953 an den Judo-Europameisterschaften teil. 
Zu den erfolgreichsten belgischen Athletinnen zählen Ingrid Berghmans und Gella Vandecaveye, die auf europäischer und internationaler Ebene sowie bei den Olympischen Spielen Medaillen errangen.
Im Männerbereich war Robert Van de Walle eine prägende Figur. Er gewann unter anderem 1988 Bronze bei den Olympischen Spielen in Seoul. Spätere erfolgreiche Judoka waren Harry Van Barneveld und Dirk Van Tichelt.